# Titularbistum Sidon
Sidon (ital.: Sidone) ist ein Titularbistum der römisch-katholischen Kirche. Es geht zurück auf einen spätrömisch-byzantinischen Bischofssitz in Sidon (Libanon), der mit der arabischen Eroberung wieder unterging. Nach der Eroberung Sidons durch die Kreuzfahrer wurde 1131 das Bistum als lateinisches Bistum neu gegründet. Es ging mit der Eroberung der Stadt 1291 durch die  muslimischen Mamelucken wieder unter. In der Tradition dieser untergegangenen Bischofssitze steht das Titularbistum Sidon.
| Titularbischöfe von Sidon                                                                               | |                                                              |                      |
| Name | Amt | von                                                          | bis                  |
| Rostagnus de Candole/Candola                                                                            | OPraed, 1305 Prior im Dominikanerkloster Toulon, im September 1307 zum Erzbischof von Lepanto ernannt                                                                    | 1306                                                         | September 1307       |
| Gil/Aegidius                                                                                            | wurde am 28. Februar 1368 zum Bischof von Coria (Spanien) ernannt | 18. Oktober 1355                                             | 28. Februar 1368     |
| Giovanni de Baciaco/Joannes de Beciaco wurde am 15. Juli 1389 zum Bischof von Dolia (Sardinien) ernannt | OMin/OFM | 7. November 1373                                             | 15. Juli 1389        |
| Francesco de Marginibus/Franciscus de Marginibus                                                        | OPraed, am 18. August 1390 zum Bischof von Tempio ernannt | 8. Oktober 1388                                              | 18. August 1390      |
| Gregorius                                                                                               | | 30. April 1389                                               |                      |
| Jacobus                                                                                                 | | ?                                                            |                      |
| Henri de Nussia/Henricus de Nussia                                                                      | OPraed, Weihbischof im Bistum Liège | 10. April 1391                                               |                      |
| Petrus                                                                                                  | |                                                              |                      |
| Benedictus de Quinqueecclesiis                                                                          | OESA. | 29. November 1395                                            |                      |
| Nicolaus                                                                                                | OMin | 26. Oktober 1414                                             |                      |
| Joannes Adami                                                                                           | OESA | 3. Juli 1419                                                 |                      |
| Antoine/Antonius                                                                                        | war von 1447 bis 1448 Titularbischof von Dora, ab 1448 Weihbischof im Bistum Cambrai                                                                                     | 10 Apr 1448 (Ernennung)/21. April 1448 (Ordination)          |                      |
| Ludovicus de Valleoleti                                                                                 | OMin | 2. September 1448                                            |                      |
| Albert Katschen / Albertus Katschen                                                                     | OPraed, Weihbischof im Bistum Cammin | 20. Juni 1455                                                | nach 1460            |
| Dominique Dupont/Dominicus de Ponte                                                                     | 9. August 1476 | Weihbischof im Bistum Vannes                                 |                      |
| Robert de Cornegrue/Robertus (Cornegrue)                                                                | 2. Oktober 1454 bis 4. Mai 1478 Bischof von Sees | 4. Mai 1478                                                  | † 9. Dezember 1480   |
| Ludovicus                                                                                               | OSB, Prior von St. Martin in Madrid | 15. März 1497                                                |                      |
| Louis Mendez                                                                                            | OSB, Weihbischof im Bistum Palencia | 15. März 1497                                                | † 1528               |
| Johannes Bonemilch/Joannes (Bonemilch) de Lasphe                                                        | Weihbischof in Mainz (Deutschland), Professor der Theologie | 4. Dezember 1497/17. Januar 1498 (Ordination)                | † 17. Oktober 1510   |
| Filippo de Villanova/Philippus de Villanova                                                             | Weihbischof im Bistum Modena | 27. Februar 1497                                             |                      |
| Pierre Gibert/Petrus Giberti                                                                            | | 8. Oktober 1503                                              |                      |
| Thomas Wells/Thomas de Welleis                                                                          | OSA, Prior im Priorat Bylremacie, Weihbischof im Bistum London | 18. April 1505                                               | † 1518               |
| Olivier Le Prestre/Oliverius Prestoris                                                                  | | 1506                                                         |                      |
| Ligori de Ligorio/Ligorius de Ligorio                                                                   | | 9. Juni 1510                                                 |                      |
| Luis Méndez/Ludovicus                                                                                   | OSB | 1. September 1513                                            | 1529                 |
| John Pynnock/Joannes Pynnock                                                                            | OSA | 10. November 1518                                            | † 1535               |
| Cyprianus                                                                                               | | 1521                                                         |                      |
| Thomas Chetham                                                                                          | OSA, Prior im Kloster M. de Ledes (Canterbury), Weihbischof im Bistum Canterbury, 1553 Weihbischof im Bistum London                                                      | 19. Januar 1526                                              | † 1558               |
| Christopher Lord/Christophorus Lord                                                                     | OPraem, Weihbischof im Bistum Canterbury, abbas mon. b. M. de Newsey | 27. August 1537                                              | † 18. Mai 1534       |
| Alexander Argoli                                                                                        | |                                                              |                      |
| Antoine/Antonius                                                                                        | OCist, abbas mon. b. M. Vallislucen., Weihbischof im Bistum Paris | 13. November 1534                                            |                      |
| Joannes Batiau (Bastian.)                                                                               | | 21. Juni 1535                                                |                      |
| Michael Helding                                                                                         | Weihbischof im Bistum Mainz (Deutschland), 1540 zum Bischof von Merseburg ernannt                                                                                        | 6. Februar 1538                                              | 28. Mai 1540         |
| Georg Neumann/Gregorius Neumann de Herbipoli                                                            | Weihbischof im Bistum Mainz | 4. Juli 1550                                                 | † 3. Februar 1551    |
| Ercole Sacrati/Hercules                                                                                 | Koadjutor-Bischof von Comacchio (Italien), 1563 zum Bischof von Comacchio ernannt                                                                                        | 13. Juni 1561                                                | 8. Oktober 1563      |
| Alfonso Merchante de Valeria/Alfonsus Merchante de Valerio                                              | Weihbischof im Bistum Burgos (Spanien) | 15. Oktober 1563                                             | † 1581               |
| Attilio Serrano/Attilius Serranus                                                                       | Weihbischof im Bistum Porto-Santa Rufina (Italien) | 9. Januar 1579                                               |                      |
| Leonard Abel/Léonardo Abel/Leonardus Abel                                                               | | 20. Juli 1582                                                | † 2. Mai 1605        |
| Alonso Orozco Enriquez de Armendáriz Castellanos y Toledo/Alphonsus Enríquez                            | OdeM, Weihbischof im Bistum Burgos (Spanien), 1610 zum Bischof von Santiago de Cuba ernannt, 1624 Bischof von Michoacán                                                  | 27. Juni 1605                                                | 30. August 1610      |
| Juan Avellaneda Manrique/Ioannes de Avellaneda Manrique                                                 | Weihbischof im Bistum Toledo (Spanien) | 30. Mai 1611                                                 |                      |
| Diego Pereda/Didacus de Pereda                                                                          | OS, Weihbischof im BistumToledo | 17. März 1621                                                | † 1634               |
| Pierre Habert de Montmort/Petrus Habert                                                                 | Koadjutor-Bischof im Bistum Cahors, am 29. März 1627 zum Bischof von Cahors ernannt                                                                                      | 2. Mai 1622                                                  | 29. März 1627        |
| Dominico Rota/Dominicus Rota                                                                            | OCarm | 21. August 1628 (Ernennung)/27. August 1628 (Ordination)     | † 14. Mai 1630       |
| Giovanni Battista Scanaroli (Scannaroli)/Ioannes Bapt. Scannarolius (Scannaroli)                        | | 15. Juli 1630 (Ernennung)/7. Oktober 1630 (Ordination)       | † 10. September 1664 |
| Francesco Ravizza/Franciscus Ravizza                                                                    | 1570 zum Apostolischen Nuntius in Portugal ernannt | 19. März 1557 (Ernennung)/20. März 1667 (Ordination)         |                      |
| Gilbert-Gaspard de Montmorin de Saint-Hérem de La Chassaigne                                            | 1723 Koadjutor-Bischof im Bistum Aire (Frankreich), 1723 zum Bischof von Aire ernannt, 1734 zum Bischof von Langres ernannt                                              | 20. Januar 1723 (Ernennung)/7. November 1723 (Ordination)    |                      |
| Joannes Baptist Badoer                                                                                  | | 11. September 1769 (Ernennung)/1. Oktober 1769 (Ordination)  |                      |
| Jacobus Francone/Giacomo Francone                                                                       | | 26. September 1785                                           |                      |
| Nicola Abrate                                                                                           | 1848 zum Apostolischen Administrator des Bistums Terni bestimmt | 27. Januar 1842 (Ernennung)/6. Februar 1842 (Ordination)     |                      |
| Camillo Monteforte                                                                                      | Weihbischof in Neapel (Italien) | 20. April 1849 (Ernennung)/10. Juni 1849 (Ordination)        | † 10. Februar 1875   |
| Odon Thibaudier                                                                                         | Weihbischof im Lyon (-Vienne) (Frankreich), 1876 Bischof von Soissons (Frankreich), 1889 zum Erzbischof von Cambrai ernannt                                              | 15. März 1875 (Ernennung)/9. Mai 1875 (Ordination)           | 26. Juni 1876        |
| Pierre-Hector Coullié (Couillié)                                                                        | Koadjutorbischof im Bistum Orléans, 1878 zum Bischof von Orléans ernannt (Frankreich), 1893 Erzbischof von Lyon-Vienne, 1898 Kardinalpriester                            | 29. September 1876                                           | 12. Oktober 1878     |
| Giuseppe Ingami                                                                                         | Weihbischof im Bistum Albano, 1884 zum Bischof von Orvieto ernannt | 27. Februar 1880                                             | 10. November 1884    |
| Vito Antonio Fioni                                                                                      | emeritierter Bischof von Larino (Italien) | 1. Juni 1891                                                 | 17. Januar 1916      |
| Giuseppe d’Alessio                                                                                      | Weihbischof im Bistum Neapel (Italien) | 22. Dezember 1916                                            | 17. August 1945      |
| Danio Bolognini                                                                                         | Weihbischof im Erzbistum Bologna (Italien), 1952 zum Bischof von Cremona ernannt                                                                                         | 18. Juni 1946                                                | 25. November 1952    |
| Ambrose Rayappan                                                                                        | Weihbischof in Pondicherry und Cuddalore (Indien), am 7. August 1953 zum Titular-Erzbischof von Selymbria ernannt, 1955 Erzbischof von Pondicherry und Cuddalore ernannt | 8. Januar 1953                                               | 7. August 1953       |
| Romolo Carboni                                                                                          | Apostolischer Delegat und Apostolischer Nuntius in Peru und Italien | 28. September 1953 (Ernennung)/25. Oktober 1953 (Ordination) | 2. September 1999    |